# Gustav Kadelburg

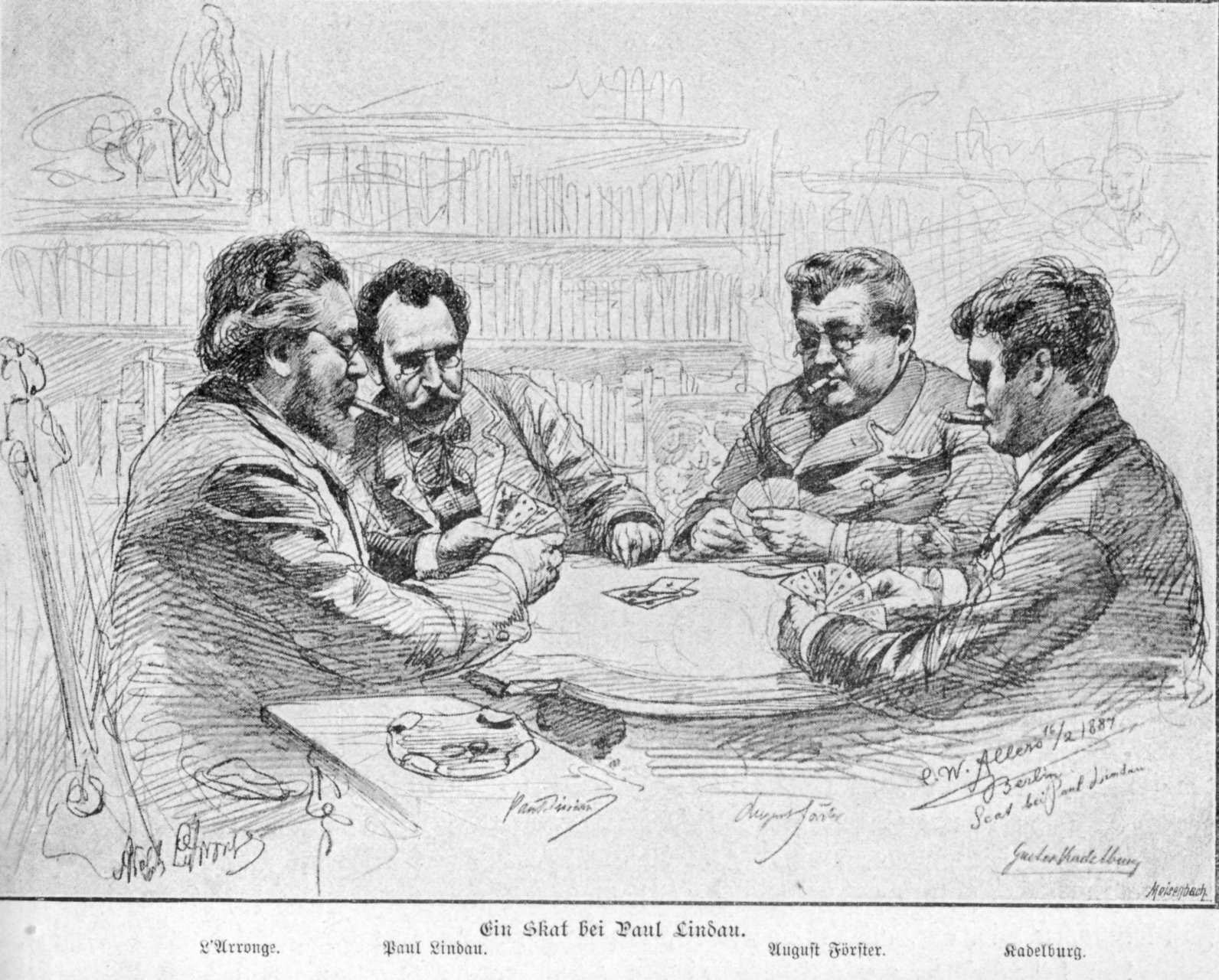
Gustav Kadelburg (längst till höger) tillsammans med Adolph L'Arronge, Paul Lindau och August Förster. Teckning av C.W. Allers, 1887.

Gustav Kadelburg, född den 26 januari 1851 i Pest, död den 11 september 1925 i Berlin, var en tysk skådespelare och lustspelsförfattare
Kadelburg uppträdde huvudsakligen i Berlin, där han 1884–1894 tillhörde Deutsches Theater och spelade bonvivant-roller. Dels ensam, dels i förening med Franz von Schönthan och Oscar Blumenthal skrev han en rad uppsluppna stycken, av vilka på Dramatiska teatern i Stockholm gavs "Guldfiskar" (1887), "Civilklädd" (1892) och "Två lyckliga dagar" (1894) och på Södra teatern "Storstadsluft" (1892). Kadelburg och Blumenthal skrev även lustspelet Im weißen Rößl (1897), som Ralph Benatzky senare gjorde om till operetten Värdshuset Vita Hästen. Kadelburgs och Presbers lustspel "Den mörka punkten" uppfördes på Vasateatern 1910. Hans teaterpjäser utgavs samlade i 4 band 1899.